# Porto tiberino

Pianta del Foro Boario; l'area del Porto tiberino è indicata al numero 10.

Il Porto tiberino (portus Tiberinus) fu il primo porto commerciale di Roma antica, collocato sul tratto urbano del Tevere. Più precisamente fu costruito tra le pendici del Palatino e quelle del Campidoglio, cioè nell'area tra il Foro Boario e il Foro Olitorio, dove l'ansa del Tevere creava una propaggine acquitrinosa nota come palude del Velabro.

## Storia
La costruzione del Porto tiberino risale al VI secolo a.C. ma, a partire dal IV secolo a.C., non solo divenne insufficiente per gestire il traffico commerciale ma fu fortemente compromesso dalle progressive opere di drenaggio della palude del Velabro (specie dalla Cloaca Massima) che comportarono un interramento consistente. Per ovviare al crescente traffico commerciale e al problema dell'interramento (reso però necessario per urbanizzare questo tratto di vallata) venne costruito nel II secolo a.C. l'Emporio (il secondo porto commerciale urbano di Roma). Tuttavia il Porto tiberino continuò a essere mantenuto attivo per secoli, fino all'epoca imperiale (quantomeno fino ai Flavi).
Giungevano al porto: da monte, i prodotti dell'Italia centrale, dell'Umbria e dell'Etruria; da valle, quelli transmarini che dal porto di Ostia venivano trasbordati dalle grandi navi da carico ai battelli fluviali. In quest'ultimo caso i battelli che risalivano il Tevere dovevano essere trainati, il sistema documentato dall'epoca romana era svolto dagli Helciarii che, spesso in condizioni disumane o di schiavitu' a forza di braccia tiravano le barche controcorrente con le corde.